# Allium multiflorum
Allium multiflorum là một loài thực vật có hoa trong họ Amaryllidaceae. Loài này được Desf. mô tả khoa học đầu tiên năm 1798.